# Ceren Taşçı
Ceren Taşçı (Istanbul, 15 de maig de 1989) és una actriu de teatre, televisió i cinema turca. És graduada del departament de teatre de la Facultat de Belles Arts i Disseny de la Universitat Kadir Has a Istanbul. Va actuar en teatres com a Sevgili Doktor (Doctor Estimat) i Sevmekten Öldü Desinler (Que diguin que va morir d'amor, teatre musical) així com a les pelli·cules "Feride" (que és una al·legoria a Frida Kahlo.)
 i Kırkyalan (40 Mentides). A la televisió turca actua en les series Kafa Doktoru (Doctor del Cap) i No 309.